# 't Kret
 't Kret is een gehucht in de gemeente Westerkwartier in de Nederlandse provincie Groningen. Het ligt tussen Niekerk en Tolbert, ten noordoosten van de kruising van de Mensumaweg met de Enumatilster Matsloot (niet te verwarren met de verder naar het oosten gelegen gelijknamige streek Matsloot), een dwarsverbinding tussen het Wolddiep en het Hoendiep. De naam 't Kret verschijnt pas vanaf halverwege de 20e eeuw op de kaart. Het gehucht bestaat uit een paar huizen langs de gelijknamige doodlopende weg 't Kret ten noorden van de Matsloot. Het gehucht vormt qua postcodeadressen onderdeel van Tolbert.

## Naam
De naam 't Kret verwijst volgens Wobbe de Vries naar het woord kret, een ander woord voor 'eenspan', een span met (bijvoorbeeld) slechts één paard. Kret slaat dan op de kretstokken (berriebomen); de stokken aan de kar, waaraan het paard werd bevestigd. Hij vermoedt dat de naam slaat op de aanwezigheid van de Blink, een sloot die loodrecht vanuit het zuiden vanuit Leek naar de Matsloot stroomt en de aanwezigheid van de Heemsloot of Hamsloot, die vanuit de Blink naar het westen stroomt, parallel ten zuiden van de Matsloot. De Blink vormt dan landschappelijk gezien de achterregel (achterstuk van de draagstokken van een kar) en de Heemsloot en de Matsloot ten westen van 't Kret (vroeger werd de Matsloot ten oosten van 't Kret niet Matsloot, maar het Wolddiepje genoemd) de kretstokken.

## Omgeving
't Kret ligt in een laaggelegen gebied. Ter plekke lagen vroeger dan ook hooilanden. Bij hoge waterstanden, zoals in 1932, 1965, 1979 (winter) en 1995 liepen verschillende huizen onder en ook bij het hoogwater van 2011 werd het gebied bedreigd. Bij het gehucht liggen ook verschillende petgaten afkomstig van de veenderijen die hier vroeger plaatsvonden. Ten zuiden van het gebied liggen de Tolberter Petten. In de jaren 1930 werden de gronden daarvan ontgonnen door de Nederlandse Heidemaatschappij. In de jaren 1990 werd het gebied ten westen van de Mensumaweg ten noorden van de Matsloot aangewezen als waterbergingsgebied. In de vochtige petgaten huisden in de jaren 2000 veel groene glazenmakers, die hun eieren leggen op de hier aanwezige krabbenscheer. In 2009 daalde de populatie echter sterk na een sterke afname van de krabbenscheer.

## Kroegen
Bij 't Kret hebben vroeger twee kroegen gestaan. De bekendste was die aan de Mensumaweg 42 ten noorden van de Matsloot, waar een veenkroeg werd uitgebaat. Vanaf 1926 vormde dit het café van A. Otter. De laatste uitbater van dit café was E. Bakker vanaf ongeveer 1974. In 1980 brandde het pand af en werd vervolgens herbouwd. Het café sloot in 1989 definitief zijn deuren.

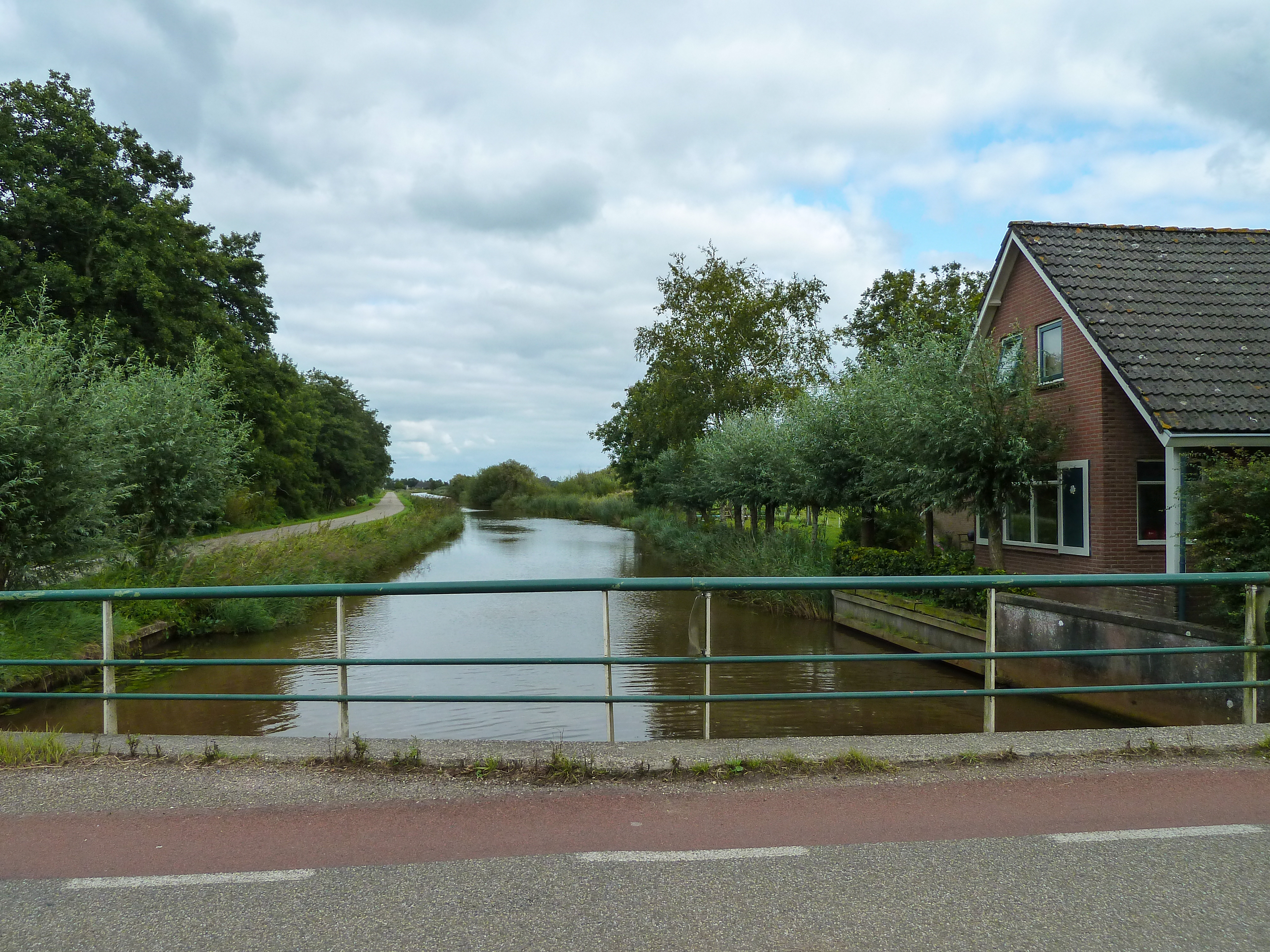
Matsloot bij 't Kret in de richting van het oosten
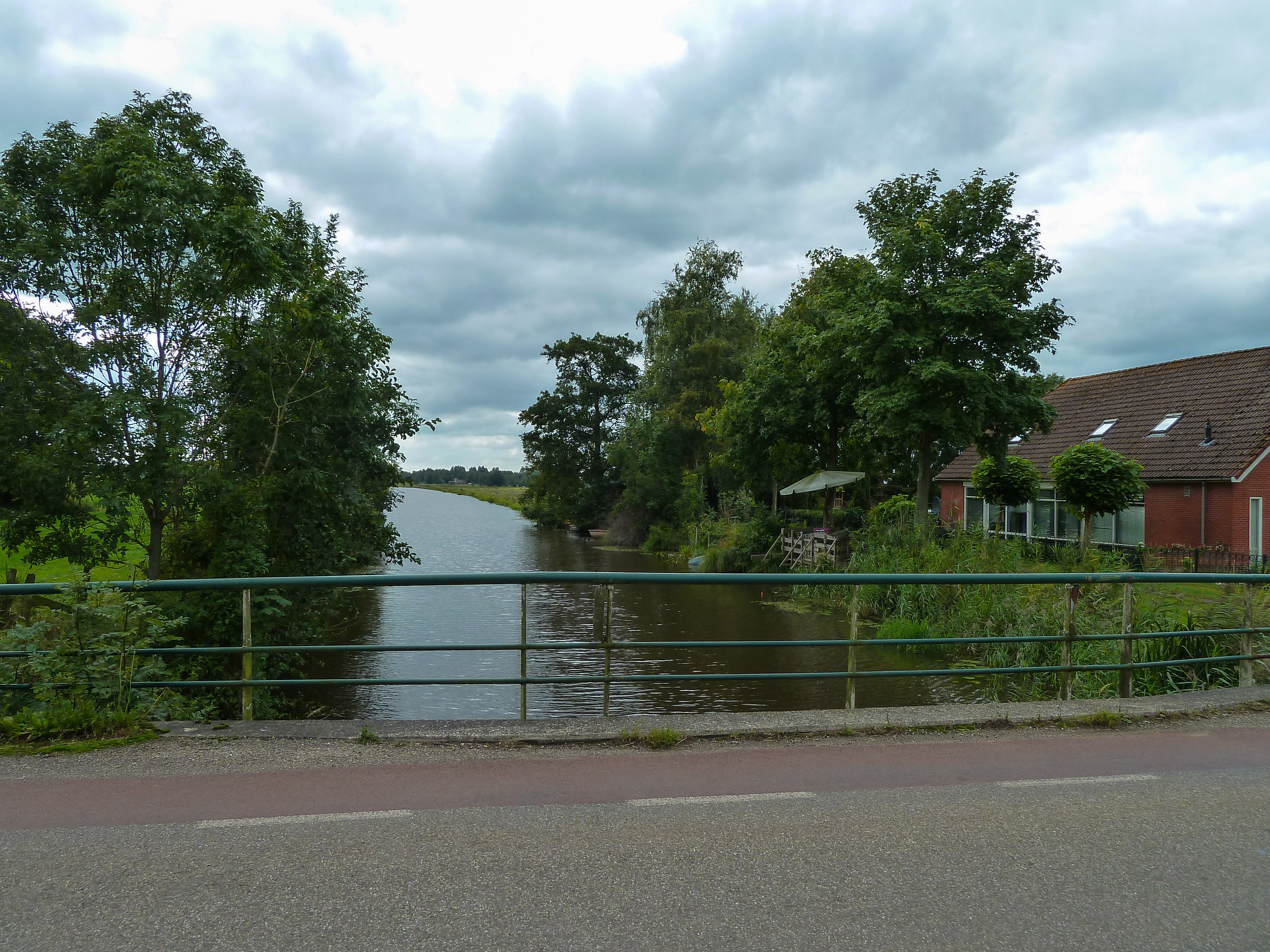
Matsloot naar het westen met rechts het voormalige café
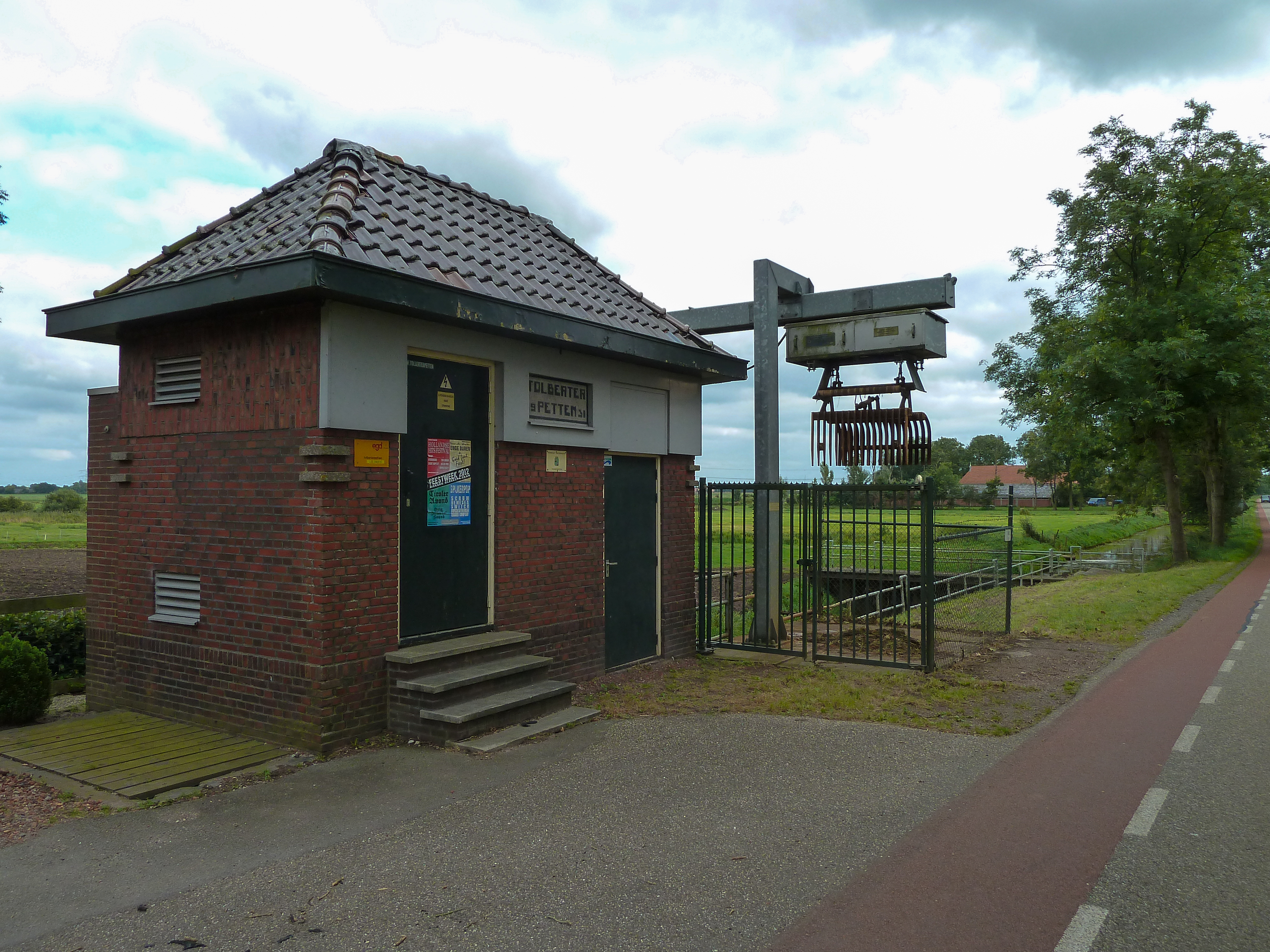
Gemaal Tolberter Petten bij 't Kret